# بایرن-اینگولشتات
بایرن-اینگولشتات (آلمانی: Bayern-Ingolstadt یا Oberbayern-Ingolstadt) از سال ۱۳۹۲ تا ۱۴۴۷ یکی از دوک‌نشینی‌های امپراتوری مقدس روم به‌شمار می‌آمد.

## تاریخچه
پس از مرگ استفان دوم در سال ۱۳۷۵، پسران او یعنی استفان سوم، فردریک و ژان دوم به‌طور مشترک بر دوک‌نشینی بایرن-لاندسهوت فرمانروایی کردند. پس از هفده سال اما، برادران تصمیم گرفتند تا به‌طور رسمی سهم خود از ارث را بخش‌بندی کنند. ژان بایرن-مونیخ و استفان بایرن-اینگولشتات را دریافت کرده و فردریک هرچه از بایرن-لاندسهوت باقی‌مانده بود را دریافت کرد.
پس از مرگ استفان سوم در سال ۱۴۱۳، پسرش لوئی هفتم به جانشینی پدرش برگزیده شد. در سال ۱۴۲۹ بخش‌هایی از بایرن-اشتراوبینگ با بایرن-اینگولشتات یکی شد. لوئی هفتم تا زمانی که پسرش تاج و تخت او را در سال ۱۴۴۳ غصب کرده و آن را در اختیار عموزاده و دشمن پدرش، هنری شانزدهم از دوک‌نشینی بایرن-لاندسهوت گذاشت، فرمانروایی کرد. لوئی هشتم خود پس از دو سال از اسیرشدن پدرش درگذشت. لوئی هفتم نیز در اسارت درگذشت و بدین صورت بایرن-اینگولشتاتی که بدون وارث باقی مانده بود، به بخشی از بایرن-لاندسهوت تبدیل شد.

## جغرافیا
بایرن-اینگولشتات به همراه قلمروهای متنوع و غیرهمجوار در بایرن سنگفرش شده بود که نشان از یکی بودن آنها داشت. پایتخت آن اینگولشتات مناطق اطراف خود را نیز شامل می‌شد: شروبن‌هاوزن، آیشاخ، فریدبرگ، راین (لش) و هواشتات ان در دانوب. افزون بر این، بایرن-اینگولشتات شهرهای زیر را در بر می‌گرفت:

### جنوب بایرن:
- وایربورگ آن در این
- ابرسبرگ
- کوف‌اشتاین
- کیتزبوهل
- راتنبرگ (شهر اتریش)

### بایرن شرقی:
- شاردینگ
- دینگولفینگ
- مالرسدورف-فافنبرگ

### بایرن شمالی:
- هیلپولت‌اشتاین
- هرزبروک
- لاوف آن در پگنیتز
- وایدن در اوبرفالز
- والدمونشن